# Trichocorixa calva
Trichocorixa calva är en insektsart som först beskrevs av Thomas Say 1832.  Trichocorixa calva ingår i släktet Trichocorixa och familjen buksimmare. Inga underarter finns listade i Catalogue of Life.